# Maurice (Louisiana)
Maurice is een plaats (village) in de Amerikaanse staat Louisiana, en valt bestuurlijk gezien onder Vermilion Parish. het centrum van de plaats ligt aan U.S. Route 167.

## Geschiedenis
Maurice werd genoemd naar Maurice Villien, een Franse immigrant die op deze plaats een warenhuis opende. In 1889 schonk hij een stuk grond waar een kerk en pastorij konden gebouwd worden. De katholieke kerk van Sint-Alphonsus werd gebouwd in 1893 en in 1899 werd er een school gebouwd. De plaats heette eerst Mauriceville.

## Demografie
Bij de volkstelling in 2000 werd het aantal inwoners vastgesteld op 642. Een kwart van de bevolking gaf aan Cajun-Frans te spreken. In 2006 is het aantal inwoners door het United States Census Bureau geschat op 749, een stijging van 107 (16,7%).

## Geografie
Volgens het United States Census Bureau beslaat de plaats een oppervlakte van
5,3 km², geheel bestaande uit land.

## Plaatsen in de nabije omgeving
De onderstaande figuur toont nabijgelegen plaatsen in een straal van 16 km rond Maurice.